# Ross Colton
Ross Colton (Robbinsville, Nueva Jersey, 11 de septiembre de 1996) es un jugador profesional estadounidense de hockey sobre hielo que se desempeña en la posición de centro en Colorado Avalanche, equipo de la National Hockey League (NHL).

## Carrera
Fue seleccionado en la cuarta ronda en la NHL Entry Draft de 2016. En 2020 hizo su debut profesional con el equipo Tampa Bay Lightning, en el cual jugó tres temporadas (2020-2023), después pasó a Colorado Avalanche, donde lleva jugando una temporada.